# Celse-Bénigne de Rabutin
Pour les articles homonymes, voir Rabutin.

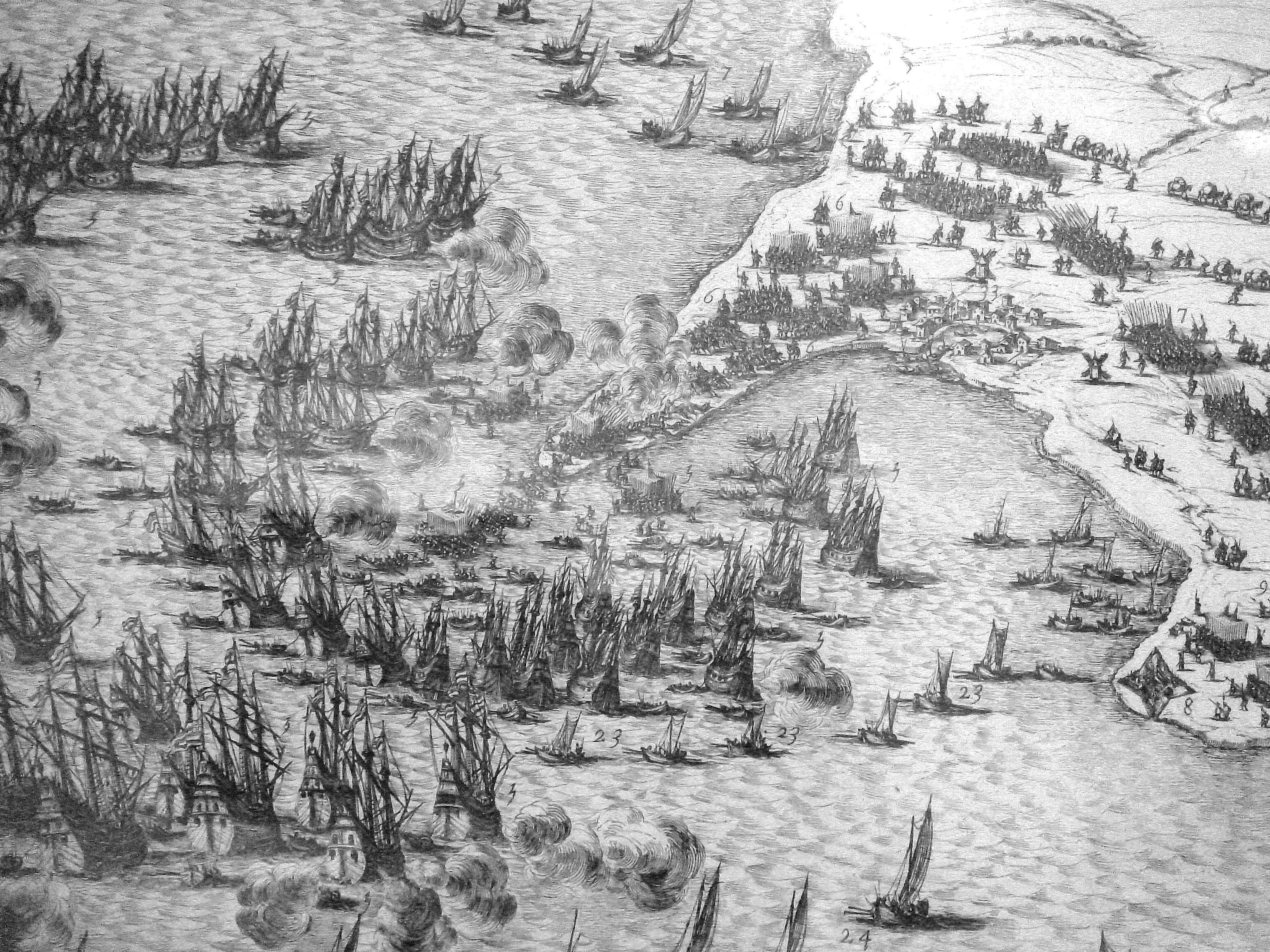
Débarquement des Anglais à la pointe de Sablanceaux (île de Ré) le 22 juillet 1627.

Celse-Bénigne de Rabutin, baron de Chantal, né en 1596 au château de Bourbilly à Vic-de-Chassenay, en Bourgogne et tombé au champ d'honneur à l'Île de Ré le 22 juillet 1627 est le fils de sainte Jeanne de Chantal, fondatrice de l' Ordre de la Visitation et le père de la fameuse épistolière Mme de Sévigné.

## Biographie

### Contexte familial

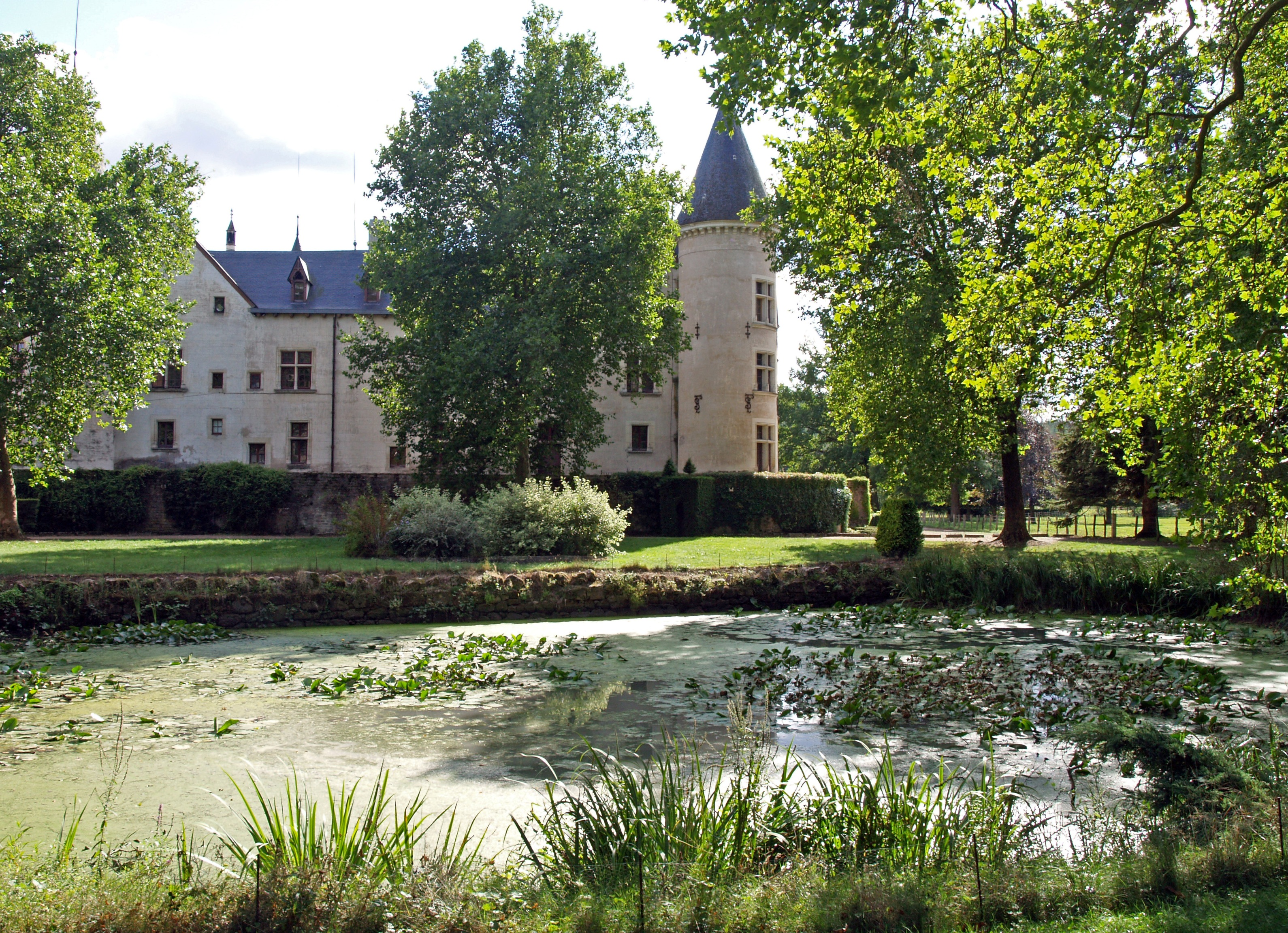
Le château de Bourbilly où naquit Celse-Bénigne.

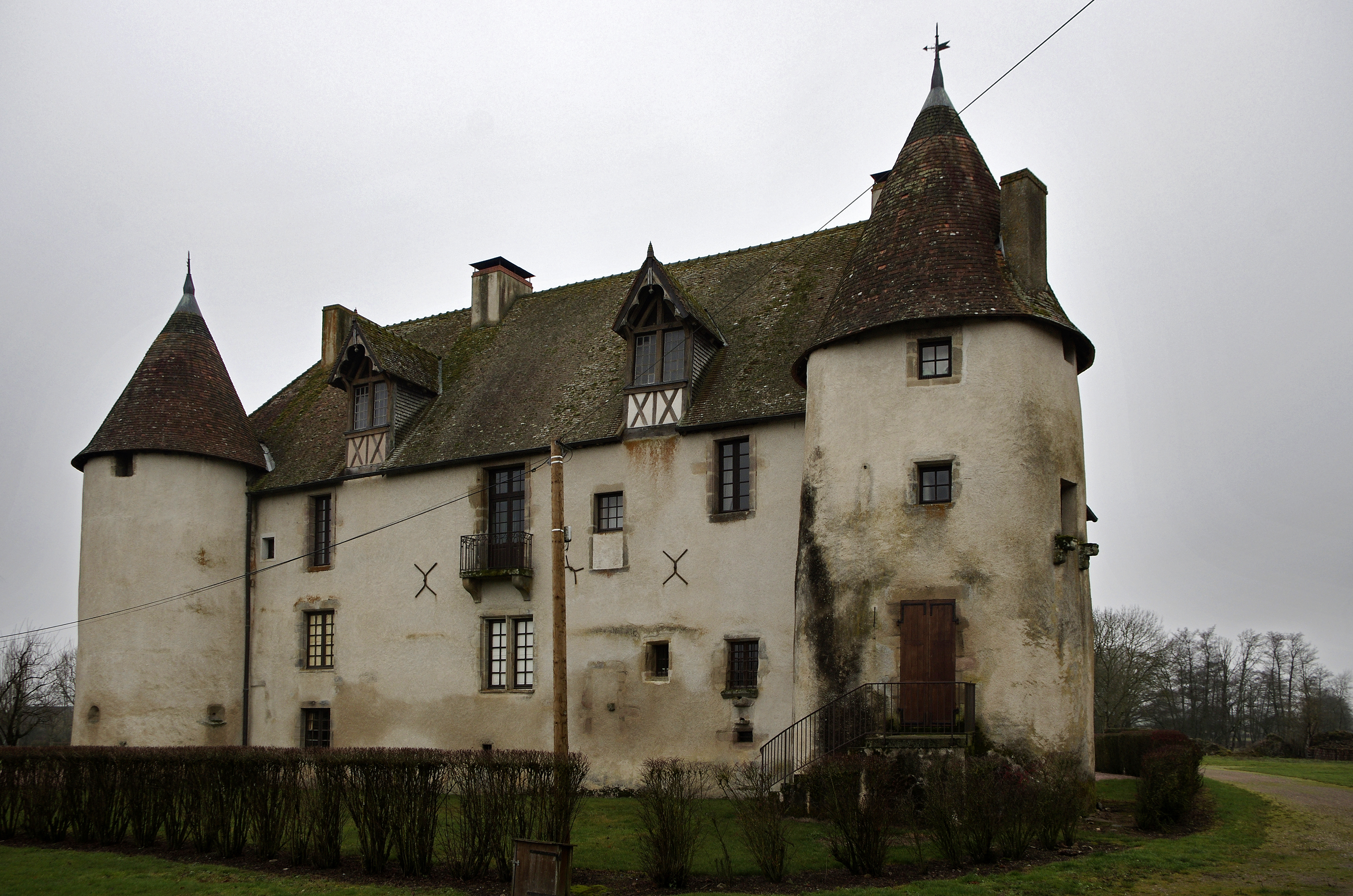
Château de Monthelon.

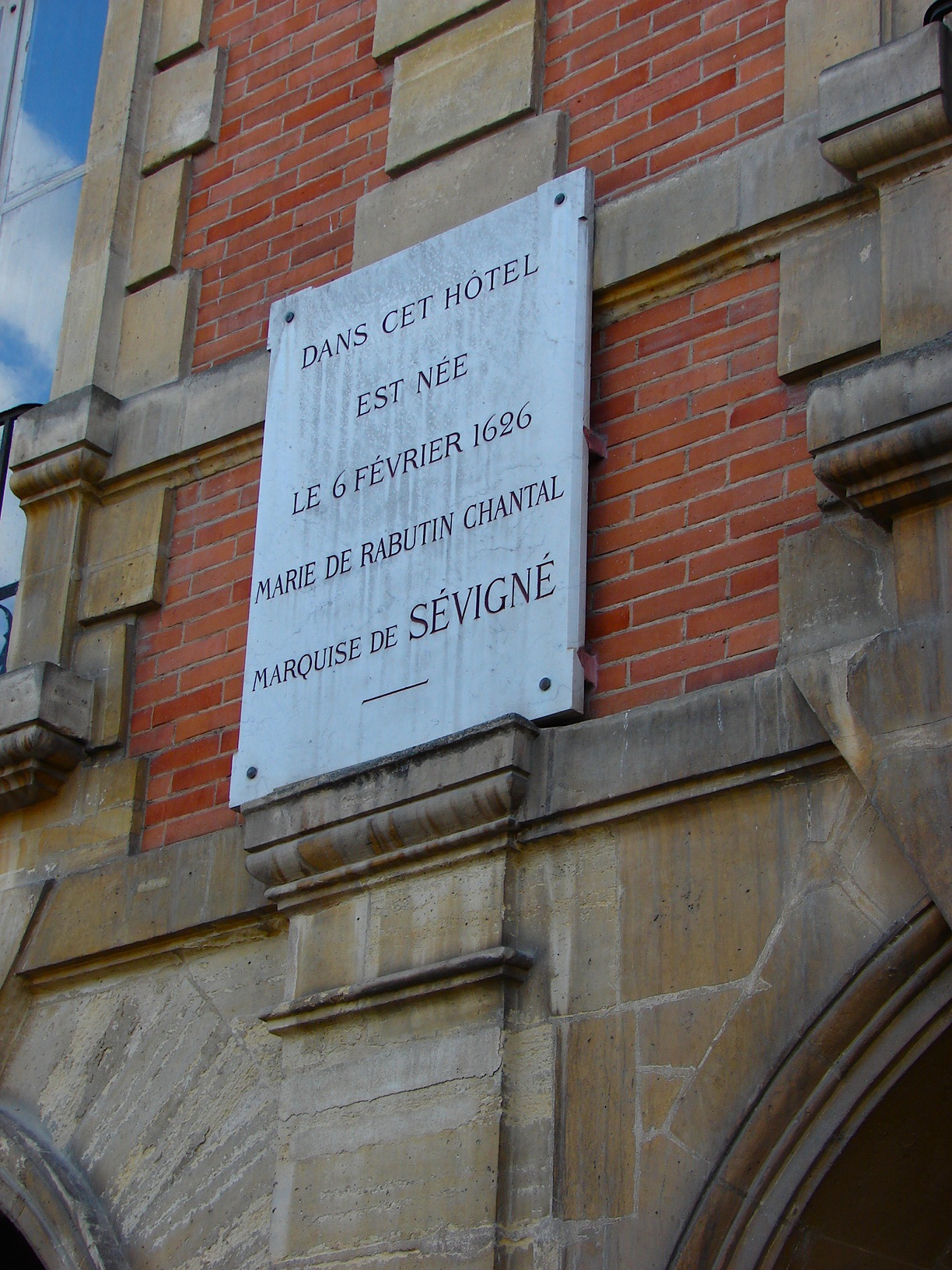
Hôtel Coulanges, place des Vosges (Paris).

Les deux aînés de Celse-Bénigne de Rabutin sont mort-nés en 1592 et 1594, il sera suivi de trois sœurs, Marie-Aimée (1598-1617, mariée en 1609 à Bernard, frère de François de Sales), Françoise (1599-1684, mariée en 1620 à Antoine II de Toulongeon) et Charlotte (1601-1610). Il est ainsi le seul fils de Christophe de Rabutin, baron de Chantal, mort en 1601 d'un accident de chasse, et de Jeanne-Françoise Frémyot. Dans son veuvage, celle-ci, s'étant retirée avec ses quatre enfants au château de Monthelon, « décida de renoncer à la vie familiale pour suivre sa vocation religieuse et, sans se laisser ébranler par le désespoir de son fils de treize ans » – « On saura que vous avez foulé votre enfant au pied » s'entendit-elle alors promettre par Celse Bénigne – « quitta le foyer en enjambant le corps du pauvre enfant étendu sur le seuil pour lui barrer le chemin » – et fonda en 1610, avec l'évêque de Genève François de Sales, l'Ordre de la Visitation (elle fut canonisée, le 16 juillet 1767, par le pape Clément XIII ; elle est plus connue sous le nom de sainte Jeanne de Chantal ou de sainte Chantal).
Son éducation est confiée à son grand-père paternel Bénigne Frémyot, président à mortier au Parlement de Dijon. Odile Haumonté situe en 1616 les propos inquiets de Jeanne de Chantal, depuis sa vie conventuelle, à propos de Celse-Bénigne, « vivant portrait de son père pour le charme et la légèreté », exhortant ses filles Marie-Aimée et Françoise à prier pour « ce jeune fou, étourdi et débauché » qui lui cause « les plus sensibles douleurs que peut sentir une mère ».
Il épouse en 1623 Marie de Coulanges (1603-1633) avec qui il s'installe en l'hôtel Coulanges où naît leur fille, Marie de Rabutin-Chantal (1626-1696) qui épousera le marquis Henri de Sévigné.

### Condamné par contumace
Soldat comme l'était tout noble de son époque (les cadets étant pour leur part souvent consacrés à l'état ecclésiastique), aventurier et amateur de duels[réf. nécessaire], c'est, selon Louis Monmerqué, le dimanche de Pâques 1624 qu'il est le second de son ami François de Montmorency-Bouteville dans le duel qui oppose celui-ci à Roger de Daillon du Lude, comte de Pontgibaud qui a alors pour second Claude des Salles. Pour crime d'infraction porté contre l'interdiction des duels aggravé par la profanation du jour de Pâques, le Parlement de Paris rend contre tous quatre un arrêt les déclarant « ignobles, roturiers et infâmes » et les condamnant à être pendus et étranglés place de Grève – condamnation par contumace, les quatre protagonistes ayant pris la fuite : seules leurs effigies sont attachées à la potence, Celse-Bénigne se tenant pour sa part caché à La Chapelle-sous-Uchon (chez Antoine II de Toulongeon, époux de sa sœur Françoise, qui y est depuis 1610 propriétaire du château d'Alone-Toulongeon) pour plus tard revenir à Paris et « insensiblement reparaître à la Cour où le roi Louis XIII ne lui fait pas mauvais visage ».

### Amitiés dangereuses
« Il vient à Ré afin d'échapper aux conséquences de ses folies » estime le père jésuite Georges Longhaye. Selon le cousin de Celse Bénigne, Roger de Bussy-Rabutin, c'est de fait une fois encore dans l'urgente précaution de s'éloigner de Paris où ses amitiés avec Henri de Talleyrand-Périgord (décapité en 1626 à la suite de la conspiration de Chalais) et à nouveau avec François de Montmorency-Bouteville (décapité, en personne cette fois, en 1627 pour ses récidivistes et multiples transgressions à l'interdiction des duels) l'ont dangereusement discrédité auprès de Richelieu « qu'il va se  jeter quasi désespéré dans l'île de Ré auprès de Jean de Saint-Bonnet de Toiras, son bon ami » dans le combat contre la flotte anglaise du duc de Buckingham que Théophraste Renaudot, dès 1629, restituera dans ses moindres détails.

### L'île de Ré

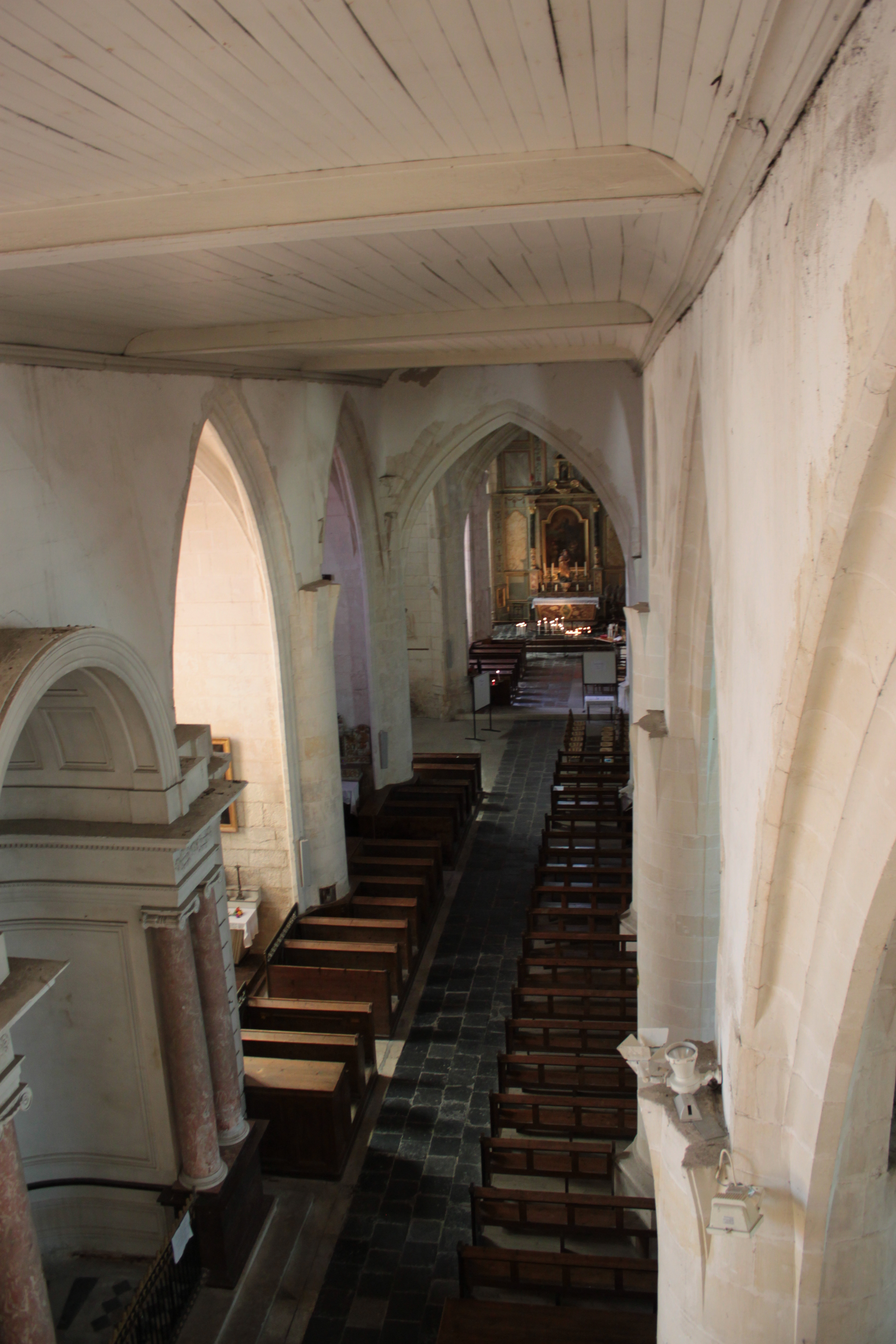
Église Saint-Martin de Saint-Martin-de-Ré, la nef

Charles-Athanase Walckenaer restitue : « le 22 juillet 1627 au soir, on vit paraître les anglais près des côtes de l'île de Ré. À la faveur de la marée montante, ils s'approchèrent de la pointe de Sablanceaux et mirent deux mille hommes à terre. Leurs chaloupes continuaient à augmenter ce nombre, lorsque Toiras s'avança contre eux avec six cents hommes d'infanterie et deux cents chevaux qu'il divisa en sept escadrons, dont cinq étaient placés à l'avant-garde et deux derrière l'infanterie. Le premier de ces escadrons, composé de gentilhommes volontaires et l'élite de la noblesse, était commandé par le baron de Chantal ». Au cours des six heures que dure le combat, le baron reçoit vingt-sept blessures de coups de lances et trois de ses chevaux se font tuer sous lui, après quoi il meurt fauché par un boulet de canon. Reprenant textuellement les propos de Françoise-Madeleine de Chaugy, Émile Bougaud écrira : « Joignant les mains, il réclama la miséricorde de Dieu et mourut ainsi glorieusement ». Jeanne de Chantal, pour sa part, se persuade que son fils a succombé « pour le service de la vraie religion et donc de Dieu, ce qui est une façon de mettre quelque baume sur son cœur ». 
L'historien Grégoire Leti a allégué que Celse-Bénigne avait été tué de la main même d'Olivier Cromwell, ce qui dénote de l'intention hagiographique de louer la réputation de bravoure du baron qui était telle, analyse pour sa part Joseph-Alexis Walsh, « qu'un historien qui n'est pas sans renom n'a pas voulu le faire mourir d'une main vulgaire ».
Avec les frères de Jean de Saint-Bonnet de Toiras, Paul et Rollin, tous deux tués dans ce même combat, Celse-Bénigne est inhumé en la nef de l'église Saint-Martin de Saint-Martin-de-Ré dont l'un des piliers est revêtu de son épitaphe, son cœur étant cependant rapporté dans la sépulture familiale du couvent des filles de la Visitation Sainte-Marie à Paris,. Son épouse meurt six ans après lui, sans s'être remariée, repoussant en particulier la demande en mariage de Toiras.
Le portrait de Celse-Bénigne de Rabutin est conservé dans la collection de tableaux du château des Rochers-Sévigné, en Ille-et-Vilaine.

## Témoignages
- « Il devint un des cavaliers les plus accomplis de France, soit pour le corps, soit pour l'esprit, soit pour le courage. Il dansait avec une grâce non pareille. Il faisait très bien des armes... Il était extrêmement enjoué. Il y avait un tour à tout ce qu'il disait qui réjouissait les gens, mais ce n'était pas seulement par là qu'il plaisait : c'était encore par l'air et par la grâce dont il disait les choses : tout jouait en lui. » - Roger de Bussy-Rabutin[7]

## Mémoire
- Une rue de Saint-Martin-de-Ré porte le nom de rue Baron-de-Chantal.